# Grand Prix Francji 1968
Grand Prix Francji 1968 (oryg. Grand Prix de France) – szósta runda Mistrzostw Świata Formuły 1 w sezonie 1968, która odbyła się 7 lipca 1968, po raz piąty na torze Rouen-Les-Essarts.
54. Grand Prix Francji, 18. zaliczane do Mistrzostw Świata Formuły 1.

## Klasyfikacja
| Legenda oznaczeń w tabelach wyników Wyświetl szablon na nowej stronie | Legenda oznaczeń w tabelach wyników Wyświetl szablon na nowej stronie                                                                     |
| Oznaczenie                                                            | Wyjaśnienie |
| --------------------------------------------------------------------- | --- |
| Złoty                                                                 | Zwycięzca lub mistrzostwo |
| Srebrny                                                               | 2. miejsce lub wicemistrzostwo |
| Brązowy                                                               | 3. miejsce lub II wicemistrzostwo |
| Zielony                                                               | Ukończył, punktował (w klasyfikacji generalnej, gdy zdobył co najmniej jeden punkt na przestrzeni sezonu, poza trzema powyższymi opcjami) |
| Niebieski                                                             | Ukończył, nie punktował (w klasyfikacji generalnej, gdy nie zdobył co najmniej jednego punktu na przestrzeni sezonu)                      |
| Czerwony                                                              | Nie zakwalifikował się (NZ) |
| Czerwony                                                              | Nie prekwalifikował się (NPK) |
| Różowy                                                                | Nie ukończył (NU) |
| Różowy                                                                | Niesklasyfikowany (NS) (w klasyfikacji generalnej, gdy nie został sklasyfikowany w żadnym wyścigu sezonu)                                 |
| Czarny                                                                | Zdyskwalifikowany (DK) |
| Czarny                                                                | Wykluczony (WYK/EX) |
| Biały                                                                 | Nie wystartował (NW) |
| Biały                                                                 | Kontuzjowany (K/INJ) |
| Biały                                                                 | Wyścig odwołany (OD/C) |
| Bez koloru                                                            | Został wycofany (WYC/WD) |
| Bez koloru                                                            | Nie przybył (NP/DNA) |
| Bez koloru                                                            | Nie brał udziału w treningach (NT/DNP) |
| Bez koloru                                                            | Nie został zgłoszony (–) |
| Pogrubienie                                                           | Start z pole position |
| Kursywa                                                               | Najszybsze okrążenie wyścigu |
| †                                                                     | Nie ukończył, ale jego rezultat został zaliczony ze względu na przejechanie więcej niż 90% dystansu wyścigu.                              |
| *                                                                     | Sezon w trakcie |
| 1/2/3                                                                 | Punktowana pozycja w sprincie kwalifikacyjnym                                                                                             |
| Lista systemów punktacji Formuły 1                                    | |

Źródło: F1Ultra
| Poz. | Nr. | Kierowca             | Konstruktor   | Okrążenia | Czas/powód NU      | Poz. start. | Punkty |
| ---- | --- | -------------------- | ------------- | --------- | ------------------ | ----------- | ------ |
| 1    | 26  | Jacky Ickx           | Ferrari       | 60        | 2:25:40.9          | 3           | 9      |
| 2    | 16  | John Surtees         | Honda         | 60        | + 1:58.6           | 7           | 6      |
| 3    | 28  | Jackie Stewart       | Matra-Ford    | 59        | + 1 okrążenie      | 2           | 4      |
| 4    | 30  | Vic Elford           | Cooper-BRM    | 58        | + 2 okrążenia      | 17          | 3      |
| 5    | 8   | Denny Hulme          | McLaren-Ford  | 58        | + 2 okrążenia      | 4           | 2      |
| 6    | 36  | Piers Courage        | BRM           | 57        | + 3 okrążenia      | 14          | 1      |
| 7    | 22  | Richard Attwood      | BRM           | 57        | + 3 okrążenia      | 12          |        |
| 8    | 10  | Bruce McLaren        | McLaren-Ford  | 56        | + 4 okrążenia      | 6           |        |
| 9    | 6   | Jean-Pierre Beltoise | Matra         | 56        | + 4 okrążenia      | 8           |        |
| 10   | 24  | Chris Amon           | Ferrari       | 55        | + 5 okrążeń        | 5           |        |
| 11   | 34  | Jo Siffert           | Lotus-Ford    | 54        | + 6 okrążeń        | 11          |        |
| NS   | 20  | Pedro Rodríguez      | BRM           | 53        | Nie sklasyfikowany | 10          |        |
| NU   | 2   | Jochen Rindt         | Brabham-Repco | 45        | Wyciek paliwa      | 1           |        |
| NU   | 4   | Jack Brabham         | Brabham-Repco | 15        | Pompa paliwa       | 13          |        |
| NU   | 12  | Graham Hill          | Lotus-Ford    | 14        | Wał prz. napędu    | 9           |        |
| NU   | 32  | Johnny Servoz-Gavin  | Cooper-BRM    | 14        | Wypadek            | 15          |        |
| NU   | 18  | Jo Schlesser         | Honda         | 2         | Śmiertelny Wypadek | 16          |        |